# BICRO
Poslovno-inovacijski centar Hrvatske – BICRO d.o.o. osnovala je Vlada Republike Hrvatske 1998. godine radi provedbe Vladinih programa potpore tehnološkom razvoju kao središnju ustanovu za razvoj i unaprjeđenje inovacijskog i tehnologijskog sustava.
Znanost pruža važan doprinos jačanju ekonomije utemeljene na znanju. Znanstvena istraživanja dovode do novih spoznaja i tehnoloških rješenja. Sposobnost da se znanstveni rezultat pretvori u uspješan komercijalni proizvod od ključne je važnosti za budući gospodarski razvitak naše zemlje. U tom procesu, tri su elementa potrebna za djelotvornu transformaciju znanstvenog rezultata u komercijalni proizvod ili uslugu na tržištu. To su:
- izvrsna i jaka znanstvena osnova
- odgovarajući izvori financiranja
- adekvatna poslovna i tehnologijska infrastruktura

BICRO je ključna organizacija u nacionalnom inovacijskom sustavu čije je osnovna uloga u razvoju i provedbi programa državne potpore i tehnologijskog razvoja kao generatora održivog rasta i na znanju utemeljenog gospodarstva sposobnog za ravnopravno sudjelovanje na globalnom tržištu.

## Ciljevi
- pokretanje novih poduzeća utemeljenih na znanju i naprednoj tehnologiji
- promicanje uspostave i razvoja tehnologijske infrastrukture
- doprinos stvaranju i razvoju industrije rizičnog kapitala
- jačanje suradnje znanstvene zajednice i gospodarstva

## Programi BICRO-a
U skladu sa smjernicama za poticanje inovacijskog tehnologijskog sustava Vlade Republike Hrvatske, BICRO provodi Program poticanja poduzetništva utemeljenog na inovacijama i novim tehnologijama koji se sastoji od pet potprograma: RAZUM, TEHCRO, VENCRO, IRCRO i KONCRO. Programima se financiraju inovativni tehnološki projekti s ciljem podizanja konkurentnosti domaćih poduzeća i proizvoda, te stvaranja drugih uvjeta potrebnih za uspješan transfer znanja. 

### Program RAZUM
Zadatak države je poticati i podupirati početno financiranje novoosnovanih poduzeća, čime će se u kasnijoj fazi osigurati i privući fondove rizičnog kapitala, te postići pozitivan utjecaj na gospodarstvo kroz uspješan nastup financiranih poduzeća na međunarodnom tržištu.
Programom se osigurava:
- početno financiranje novoosnovanih na znanju utemeljenih poduzeća
- financiranje istraživanja i razvoja novog proizvoda ili usluge u postojećim poduzećima

### Program TEHCRO
Učinkovita komercijalizacija istraživačkih rezultata i novih tehnologija, te prijenos znanja sa sveučilišta i znanstvenih institucija u gospodarstvo mogući su uz pomoć adekvatne tehnologijske infrastrukture unutar koje akademska zajednica može koristiti različite usluge za transfer tehnologije, a novoosnovana inovativna poduzeća resurse potrebne za njihov rast i razvoj.
Programom se potiče pokretanje i razvoj:
- tehnologijsko-poslovnih centara
- tehnologijskih inkubatora
- razvojno-istraživačkih centara

### Program VENCRO
Fondovi rizičnog kapitala su jedan od glavnih izvora financijskih sredstava za inovativna mala i srednja trgovačka društva zasnovana na visokim tehnologijama. 
Programom se potiče:
- osnivanje fonda rizičnog kapitala
- razvoj industrije rizičnog kapitala

### Program IRCRO
Važan element inovativnosti gospodarstva je istraživanje i razvoj. Svijest o potrebi ulaganja u istraživanje, preduvjet je potražnje za uslugama znanstveno-istraživačkih institucija od strane malih i srednjih poduzetnika.
Programom se potiče:
- suradnja gospodarstva i znanosti
- maksimalno iskorištenje infrastrukture u znanstveno-istraživačkim centrima
- ulaganje u istraživanje i razvoj malih i srednjih poduzetnika

### Program KONCRO
Uspjeh poduzeća na globalnom tržištu ovisi o njihovoj konkurentnosti. Investiranje u nove tehnologije i uspješno stjecanje različitih znanja i vještina preduvjet su učinkovitog uključivanja u tržišnu utakmicu.
Programom se osigurava lakši pristup tehnologijskim i upravljačkim znanjima:
- sufinanciranjem savjetodavnih usluga s ciljem povećanja konkurentnosti
- stvaranjem mreže konzultanata

### EU programi
Poslovno-inovacijski centar Hrvatske - BICRO d.o.o. aktivno sudjeluje u pripremi Hrvatske za europsko jedinstveno tržište.
U tijeku su pripreme za akreditaciju od strane Europske komisije, kojom će BICRO postati provedbeno tijelo Ministarstva znanosti, obrazovanja i športa za buduće strukturne fondove Europske unije.
BICRO je jedan od partnera u najznačajnijoj europskoj potpornoj mreži Enterprise Europe Network u kojoj ima glavnu ulogu za pitanja transfera tehnologije i inovacija.
BICRO je također i nacionalni ured za koordinaciju EUREKA programa. EUREKA je europska mreža za tržišno usmjereno istraživanje i razvoj.
U suradnji s Ministarstvom znanosti, obrazovanja i športa i Sveučilištem u Zagrebu, BICRO je izradio i vodi projekt za pokretanje Inkubacijskog centra za bioznanost – BIOCentar. Projekt će biti realiziran uz financijsku potporu Europske unije (IPA pretpristupni fond).

## Vanjske poveznice
- BICRO
- BICRO BIOCentar d. o. o. Hrvatska tehnička enciklopedija, portal hrvatske tehničke baštine. LZMK